# ルノー・R27
ルノー・R27  (Renault R27) はルノーF1が2007年のF1世界選手権に投入したフォーミュラ1カー。ボブ・ベル（テクニカルディレクター）、ティム・デンシャム（チーフデザイナー）、ディノ・トソ（チーフエアロダイナミシスト）によって設計され、2007年の開幕戦から最終戦まで実戦投入された。

## R27
2006年にダブルタイトルを獲得したルノーR26の進化型。フロントサスペンションは独自のVキールを踏襲し、前から見たときのアームの角度はほぼ地面と平行である。
サイドポンツーンの前端下部は過激に絞り込まれ、側面の整流板（ボーダウィング）はそのまま後輪前のフィン・小ウィングに続いて一体化している。バックミラーはボーダウィングと一体型で、フェラーリの248F1をさらに過激にしたようになった。
カラーリングはタイトルスポンサーがマイルドセブンからINGに変わったため、前身のベネトン時代から見慣れた水色に代わり、白とオレンジを基調にしたカラーリングになった。
また、IGCと呼ばれるシームレスシフトをルノーとしては初めて実戦投入した。このギアボックスはシフトチェンジに要する時間が限りなくゼロに近くなるよう設計されている。
前年限りでミシュランタイヤが撤退したため、R27はブリヂストンタイヤを装着することになったが、シーズンを通してマッチングに苦しんだ。ルノーのマシンはミシュランの特性に合わせて重量配分を後ろ寄りにしていたが、ブリヂストンの場合は前方寄りにする方が正解だった。また、ブレーキング時のフロントタイヤのたわみによる空力的影響も課題となった。

## 2007年シーズン
エースドライバーのフェルナンド・アロンソがマクラーレンへ移籍したため、ジャンカルロ・フィジケラがエースに昇格し、ルーキーのヘイキ・コバライネンとコンビを組んだ。
2年連続チャンピオンチームにもかかわらずシーズン序盤から苦戦を強いられ、コバライネンに対してはフラビオ・ブリアトーレすら苦言を呈するほどであった。フィジケラは序盤こそ着実にポイントを稼いだものの、後半戦では1度の入賞にとどまり、獲得ポイントでもコバライネンの後塵を拝する結果となった。
シーズン最高位はコバライネンが日本GPで記録した2位の1回のみ。結局チームとしては1度も優勝・ポールポジション・ファステストラップを獲得することはできず、フェラーリやマクラーレンはおろか、この年好調だったBMWザウバーにすら遠く及ばない51ポイントを獲得するに留まった。しかし、マクラーレンがスパイゲートにより全レースのポイントを剥奪されたため、最終的にコンストラクターズランキングは3位となった。

## スペック

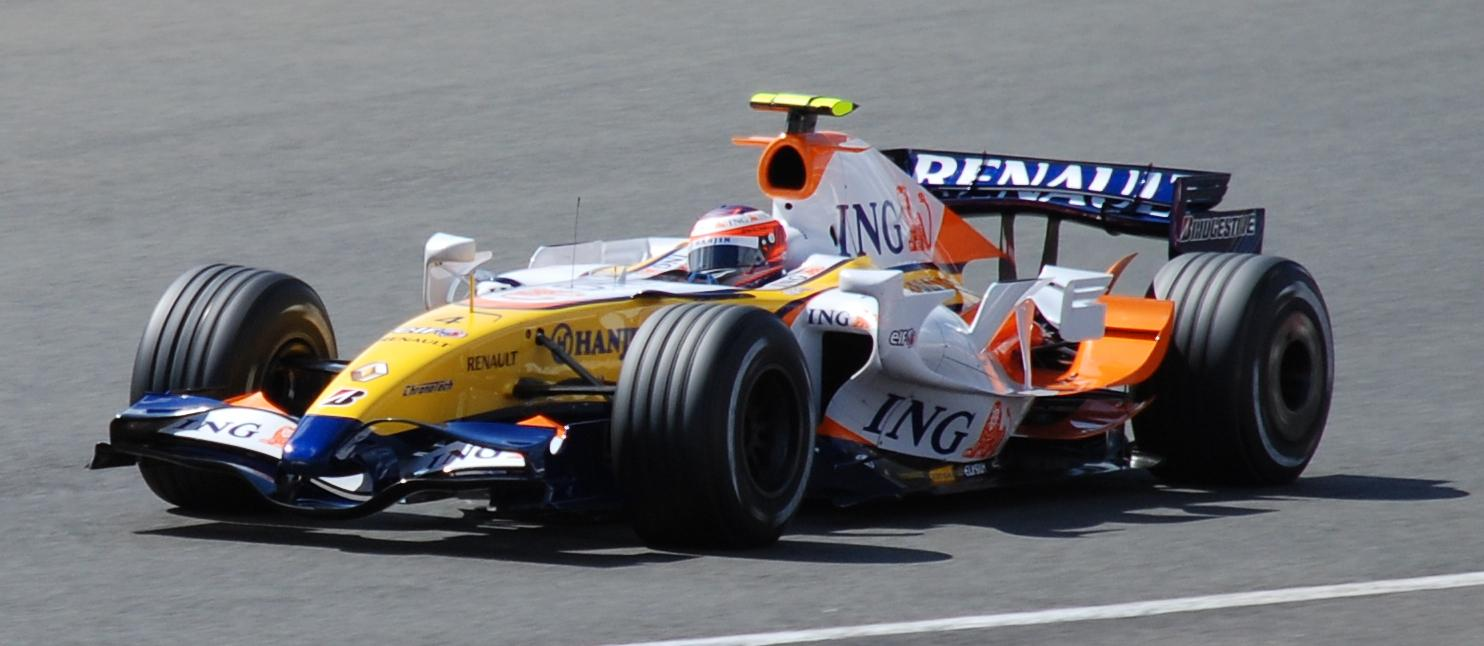
2007年イギリスGPでヘイキ・コバライネンがドライブするR27

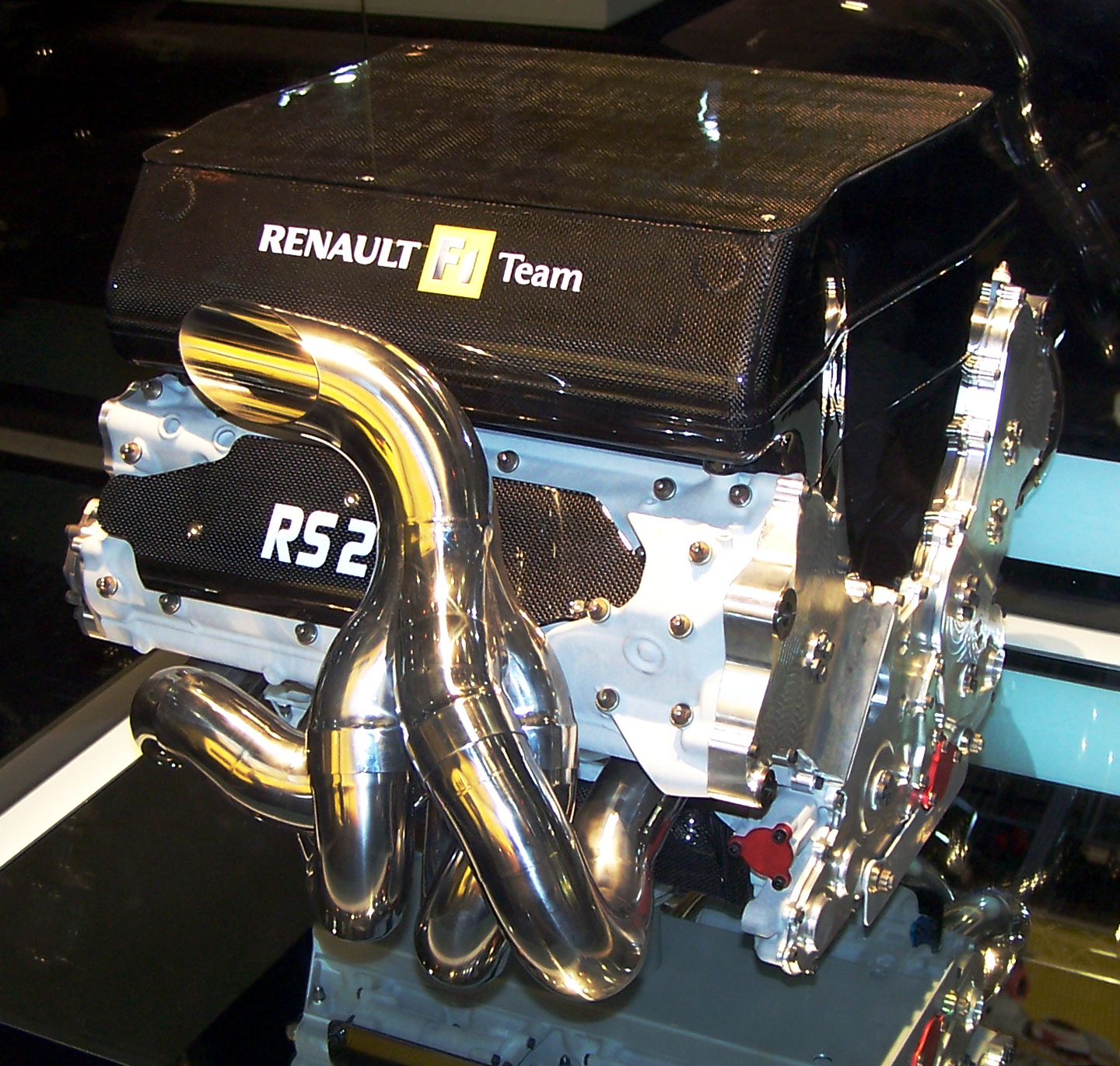
RS27エンジン

### シャーシ
- シャーシ名 R27
- 全長 4,800 mm
- 全幅 1,800 mm
- 全高 950 mm
- ホイルベース 3,100 mm
- 前トレッド 1,450 mm
- 後トレッド 1,400 mm
- 重量 605kg
- ブレーキキャリパー AP
- ブレーキディスク・パッド ヒトコ
- ホイール OZ
- タイヤ ブリヂストン
- ギヤボックス 7速セミオートマチック/チタン製ケーシング/IGC

### エンジン
- エンジン名 RS27
- 気筒数・角度　V型8気筒・90度
- 排気量　2,400cc
- エンジン重量　95kg
- スパークプラグ チャンピオン
- 燃料・潤滑油 エルフ
- イグニッション マニエッティ・マレリ
- インジェクション マニエッティ・マレリ

## 記録
| 年   | No. | ドライバー               | 1   | 2   | 3   | 4   | 5   | 6   | 7   | 8   | 9   | 10  | 11  | 12  | 13  | 14  | 15  | 16  | 17  | ポイント | ランキング |
| 年   | No. | ドライバー               | AUS | MAL | BHR | ESP | MON | CAN | USA | FRA | GBR | EUR | HUN | TUR | ITA | BEL | JPN | CHN | BRA | ポイント | ランキング |
| ---- | --- | ------------------------ | --- | --- | --- | --- | --- | --- | --- | --- | --- | --- | --- | --- | --- | --- | --- | --- | --- | -------- | ---------- |
| 2007 | 3   | ジャンカルロ・フィジケラ | 5   | 6   | 8   | 9   | 4   | DSQ | 9   | 6   | 8   | 10  | 12  | 9   | 12  | Ret | 5   | 11  | Ret | 51       | 3位        |
| 2007 | 4   | ヘイキ・コバライネン     | 10  | 8   | 9   | 7   | 13  | 4   | 5   | 15  | 7   | 8   | 8   | 6   | 7   | 8   | 2   | 9   | Ret | 51       | 3位        |

- ドライバーズランキング
  - ジャンカルロ・フィジケラ 8位(21ポイント)
  - ヘイキ・コバライネン 7位(30ポイント)